# 3000 Miles to Graceland
3000 Miles to Graceland är en amerikansk actionkomedi från 2001.

## Handling
Ett gäng f.d. fångar bestämmer sig för att råna ett kasino i Las Vegas utklädda till Elvis Presley. Efter rånet skjuter Murphy (Kevin Costner) sin medbrottsling Hanson (Christian Slater) till döds i en dispyt om pengafördelning. Tillsammans med de resterande två galgfåglarna, Michael Zane (Kurt Russell) och Gus (David Arquette), åker Murphy ut i öknen för att dumpa kroppen. 
Väl ute i ödemarken skjuter Murphy dock helt oförhappandes ned sina kumpaner med två skott vardera, men Zane har förutsett att våld skulle kunna uppstå och försett sig med en skottsäker väst. Emedan Murphy råkar ut för en viltolycka på vägen tillbaka till pengarna, hinner Zane dit först – enkom för att finna att en liten pojke, Jesse (David Kaye), har upptäckt väskan med kontanter och tillsammans med sin mor Cybil (Courteney Cox) gömt undan stöldgodset. 
Efter ett mellanspel, där bl.a. polisen knackar på medan Zane och Cybil dividerar om pengarna, ger de nyfunna partnerna sig av tillsammans i Cybils bil för att tvätta pengarna. En kort tid senare anländer Murphy till platsen och måste konsternerad fastställa att pengarna är borta. Han ger dock inte upp, utan tar upp jakten på de sedlar han ser som sina egna.

## Skådespelare (urval)
| Kurt Russell        | – Michael Zane         |
| Kevin Costner       | – Thomas J. Murphy     |
| Courteney Cox       | – Cybil Waingrow       |
| Christian Slater    | – Hanson               |
| Kevin Pollak        | – U.S. Marshal Damitry |
| David Arquette      | – Gus                  |
| Jon Lovitz          | – Jay Peterson         |
| Howie Long          | – Jack                 |
| Thomas Haden Church | – U.S. Marshal Quigley |
| Bokeem Woodbine     | – Franklin             |
| Ice-T               | – Hamilton             |
| David Kaye          | – Jesse Waingrow       |
| Louis Lombardi      | – Otto Sinclair        |
| Paul Anka           | – Pit Boss #1          |

## Om filmen
3000 Miles to Graceland är regisserad av Demian Lichtenstein, som också skrivit manus tillsammans med Richard Recco. Filmen är producerad av bl.a. Don Carmody.